# Inge Lemmermann
Inge Lemmermann (* 15. Juli 1938 in Berlin) ist eine deutsche Politikerin (SPD). Sie war Mitglied des Niedersächsischen Landtages.

## Leben
Inge Lemmermann besucht die Berliner Schulfarm Insel Scharfenberg und legte dort im Jahr 1957 die Reifeprüfung ab. Danach begann sie ein Anglistik- und Romanistikstudium in Berlin und in Aix-en-Provence; das erste Staatsexamen legte sie im Jahr 1964 ab. In der Folge absolvierte sie das Referendariat in Cuxhaven und in Hannover, wo sie schließlich das zweite Staatsexamen im Jahr 1966 ablegte. Sie trat der Gewerkschaft Erziehung und Wissenschaft, der Arbeiterwohlfahrt und im Jahr 1962 der SPD bei. Für die Sozialdemokratische Partei Deutschlands wurde sie im Unterbezirk Emsland Vorsitzende und Mitglied des SPD-Bezirksvorstandes Weser-Ems. Für den Landkreis Aschendorf/Ems-Hümmling wirkte sie in den Jahren 1973–1976 als Kreistagsabgeordnete, in den Jahren 1974–1976 Vorsitzende der SPD-Fraktion.
Inge Lemmermann war vom 21. Juni 1978 bis 20. Juni 1994 Mitglied des Niedersächsischen Landtages (9. bis 12. Wahlperiode), vom 28. Juni 1978 bis 20. Juni 1990 wirkte sie zudem als Schriftführerin des Niedersächsischen Landtages. Vom 27. Juni 1990 bis 20. Juni 1994 übernahm sie im Ausschuss für Gleichberechtigung und Frauenfragen das Amt der Vorsitzenden.
Nach ihrer Abgeordnetentätigkeit wurde sie im Herbst 1994 Vorsitzende des niedersächsischen SPD-Bezirks Weser-Ems. Danach beschränkte sie sich auf die Mitgliedschaft im Vorstand der SPD in der Samtgemeinde Sögel. Sie gab 2013 diese Tätigkeit auf.
Die Bundestagsabgeordnete Daniela De Ridder zählte Inge Lemmermann im Jahr 2017 zu den „starke[n] Frauen aus dem Emsland“.
Sie ist verheiratet und hat drei Kinder.